# Tobias Unger
Tobias Benjamin Unger (Monaco di Baviera, 10 luglio 1979) è un velocista tedesco, campione europeo indoor dei 200 metri piani a Madrid 2005.
È il detentore del record tedesco dei 200 metri piani con il tempo di 20"20.

## Biografia
Agli Europei di Barcellona 2010 ha vinto la medaglia di bronzo nella staffetta 4×100 m insieme a Marius Broening, Alexander Kosenkow e Martin Keller. Due anni dopo, agli Europei di Helsinki 2012, ha vinto, sempre nella staffetta veloce, la medaglia d'argento.

## Palmarès
| Anno | Manifestazione    | Sede        | Evento      | Risultato        | Prestazione | Note                                     |
| ---- | ----------------- | ----------- | ----------- | ---------------- | ----------- | ---------------------------------------- |
| 1998 | Mondiali juniores | Annecy      | 100 m piani | Quarti di finale | 10"63       |                                          |
| 1998 | Mondiali juniores | Annecy      | 4×100 m     | Bronzo           | 39"99       |                                          |
| 2001 | Europei under 23  | Amsterdam   | 200 m piani | 7º               | 21"20       |                                          |
| 2001 | Europei under 23  | Amsterdam   | 4×100 m     | Finale           | dq          |                                          |
| 2003 | Mondiali          | Saint-Denis | 200 m piani | Batteria         | 21"33       |                                          |
| 2003 | Mondiali          | Saint-Denis | 4×100 m     | Semifinale       | dnf         |                                          |
| 2004 | Mondiali indoor   | Budapest    | 200 m piani | Bronzo           | 21"02       |                                          |
| 2004 | Giochi olimpici   | Atene       | 200 m piani | 7º               | 20"64       |                                          |
| 2004 | Giochi olimpici   | Atene       | 4×100 m     | Batteria         | 38"64       |                                          |
| 2005 | Europei indoor    | Madrid      | 200 m piani | Oro              | 20"53       | Record nazionale                         |
| 2005 | Mondiali          | Helsinki    | 200 m piani | 7º               | 20"81       |                                          |
| 2005 | Mondiali          | Helsinki    | 4×100 m     | 7º               | 38"48       | Miglior prestazione personale stagionale |
| 2007 | Mondiali          | Osaka       | 4×100 m     | 6º               | 38"62       |                                          |
| 2008 | Giochi olimpici   | Pechino     | 100 m piani | Quarti di finale | 10"36       |                                          |
| 2008 | Giochi olimpici   | Pechino     | 4×100 m     | 4º               | 38"58       |                                          |
| 2009 | Mondiali          | Berlino     | 100 m piani | Batteria         | 10"42       |                                          |
| 2009 | Mondiali          | Berlino     | 4×100 m     | Batteria         | dnf         |                                          |
| 2010 | Europei           | Barcellona  | 100 m piani | Semifinale       | 10"52       |                                          |
| 2010 | Europei           | Barcellona  | 4×100 m     | Bronzo           | 38"44       |                                          |
| 2011 | Mondiali          | Taegu       | 4x100 m     | Batteria         | dnf         |                                          |
| 2012 | Europei           | Helsinki    | 100 m piani | Batteria         | dns         |                                          |
| 2012 | Europei           | Helsinki    | 4×100 m     | Argento          | 38"44       |                                          |
| 2012 | Giochi olimpici   | Londra      | 4×100 m     | Batteria         | 38"37       |                                          |

## Altre competizioni internazionali
2004
- Coppa Europa di atletica leggera ( Bydgoszcz)

2005
- Coppa Europa di atletica leggera ( Firenze)

2011
- Campionati europei a squadre di atletica leggera ( Stoccolma)